# Pseuderucaria clavata
Pseuderucaria clavata är en korsblommig växtart som först beskrevs av Pierre Edmond Boissier och Georges François Reuter, och fick sitt nu gällande namn av Otto Eugen Schulz. Pseuderucaria clavata ingår i släktet Pseuderucaria och familjen korsblommiga växter.

## Underarter
Arten delas in i följande underarter:
- P. c. clavata
- P. c. tourneuxii